# Gina Lollobrigida
Luigina Lollobrigida (Subiaco, Laci, 4 de juliol de 1927 - Roma, 16 de gener de 2023), artísticament coneguda com a Gina Lollobrigida o la Lollo, fou una model, actriu, cantant, escultora i fotògrafa italiana.
Va ser la primera sex symbol sorgida a l'Europa de la postguerra en l'època en què el cinema italià passava del neorealisme al glamur de Hollywood, tot i que aviat Sophia Loren va relegar-la del primer lloc com a reina de bellesa italiana. Tot i així, durant les dècades del 1950 i del 1960 fou una de les actrius italianes més famoses i va arribar a ser coneguda com «la dona més bella del món».
Va guanyar sis vegades el David di Donatello, dues el Nastro d'Argento i sis el premi alemany Bambi. Va estar nominada al BAFTA de 1954 i tres al Globus d'Or, guardó que va obtenir el 1961 en la modalitat de World Film Favorite – Female. També va guanyar el premi italià Grolla d'oro a Sent-Vincent (1954) i la Càmera Berlinale el 1986.
Va morir a l'edat de 95 anys en un hospital de Roma, on feia temps que estava ingressada.

## Biografia

### Inicis
Era filla de Giovanni Lollobrigida, un ric fabricant de mobles, i de Giuseppina Mercuri, la seva dona. Gina era la segona de quatre filles, i era neta de Chelidonia Merosi, supercentenària italiana.
La família es va arruinar a causa d'un bombardeig aliat durant la Segona Guerra Mundial amb el qual el seu pare va perdre el negoci, i es van traslladar a Roma, on vivien tots sis en una habitació i Giovanni venia mantes militars i cigarretes en el mercat negre. En declaracions posteriors al Weekly World News va assegurar: «Érem tan pobres que em feia les sabates amb palla d'estable».
Acabada la guerra, Gina cantava i venia dibuixos als soldats estatunidencs; també va a acceptar una feina com a model d'artista i treballava com a extra en pel·lícules, i amb els diners que guanyava va poder-se pagar classes de cant. També va obtenir una beca per estudiar a l'Acadèmia de Belles Arts de Roma, activitat que compaginava amb les feines que tenia.

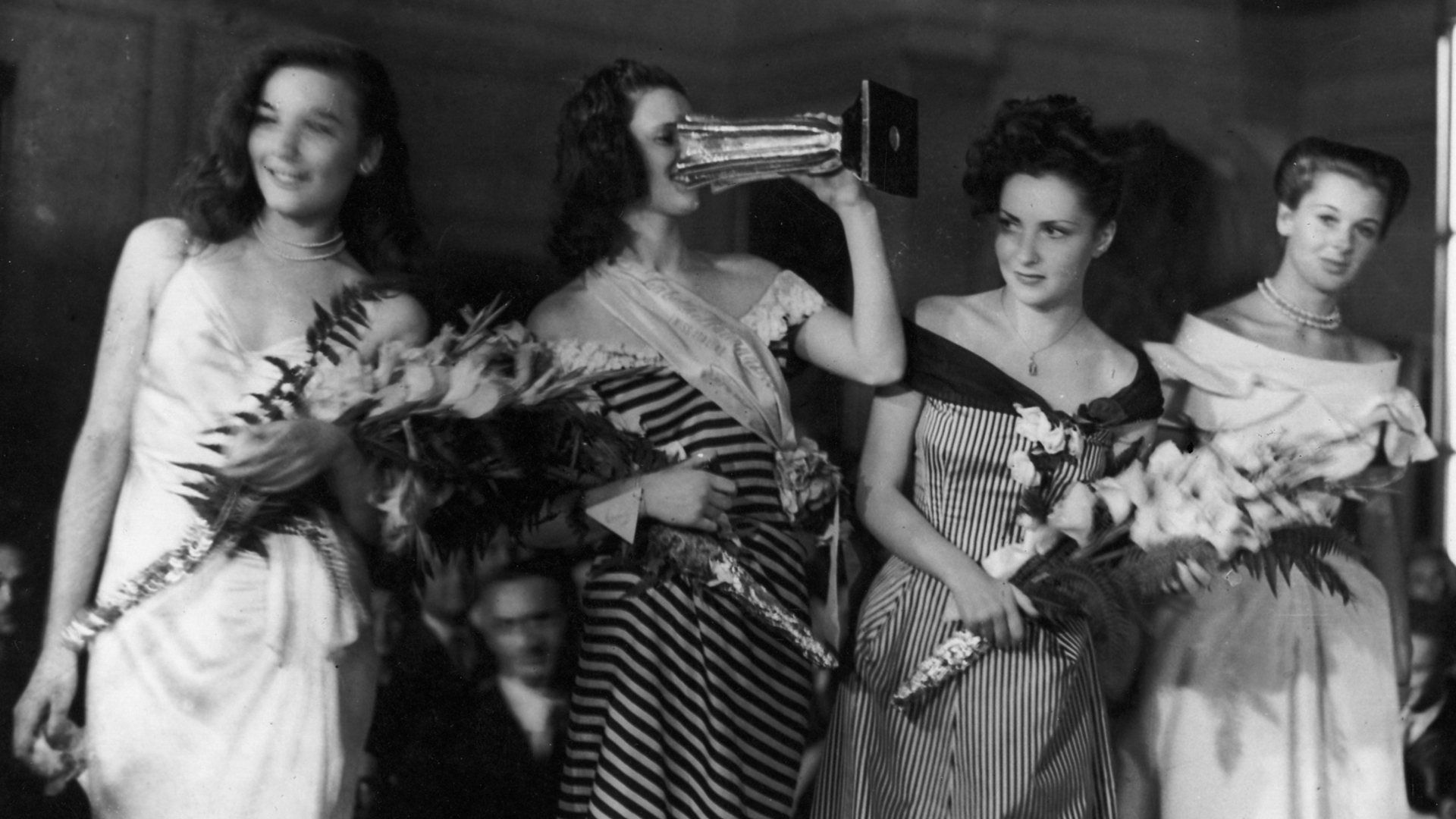
Concurs de Miss Itàlia 1947. Lucia Bosè, guanyadora, beu de la copa; als seus costats, Maria Canale, Gina Lollobrigida i Eleonora Rossi Drago.

El 8 de setembre de 1944, quan tenia 17 anys, va interpretar Corinna a la peça teatral Santarellina sota la direcció de Luigi Tenneroni. Aquesta comèdia d'Eduardo Scarpetta va ser representada al Teatro della Concordia de Monte Castello di Vibio, el teatre d'estil italià més petit del món.
Va iniciar una carrera com a model fotogràfica sota el nom de Diana Loris i va participar i guanyar diversos concursos de bellesa europeus. El 1947 va ser la protagonista de Nel fondo del cuore, una de les primeres fotonovel·les italianes. Aquella primavera va quedar en segona posició en el de Miss Roma, i va aconseguir tant èxit per part del públic que va ser convidada a anar a Stresa per a la final de Miss Itàlia; allà, Lucia Bosè va ser la guanyadora i Lollobrigida va quedar tercera, per darrere de Gianna Maria Canale, ambdues futures estrelles cinematogràfiques també.

### Carrera professional
L'any 1946, un director de cinema va veure-la pels carrers de Roma i va quedar embadalit; llavors va fer-li arribar una fotografia en biquini de l'encara estudiant d'art al multimilionari productor cinematogràfic Howard Hughes. Aviat, però, va fer el seu debut cinematogràfic a la pel·lícula Aquila nera i va continuar treballant com a actriu en diverses produccions italianes, habitualment interpretant papers de dona seductora.
Hughes va fer que es traslladés a Hollywood el 1950, on va retenir-la a la força incomunicada en un hotel de luxe durant sis setmanes fins que Lollobrigida va accedir a treballar amb ell i va signar un contracte. Aquest contracte d'exclusivitat l'impedia treballar als Estats Units fins al 1959, tot i que no li impossibilitava participar em pel·lícules estatunidenques que es rodéssin a Europa. Hughes també va dir-li que abandonés el seu marit, amb qui s'havia casat l'any anterior. Arran de rebutjar els avenços sexuals que li feia Hughes, segons l'actriu aquest va fer-la molt cara per a altres cineastes estatunidencs; a resultes d'això, Sophia Loren va conquerir Hollywood abans.

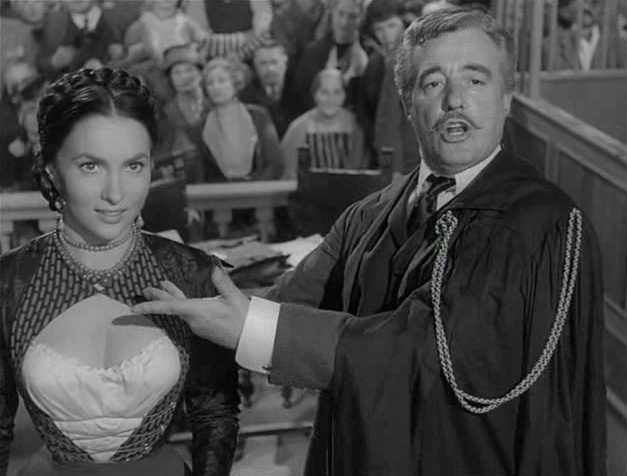
Gina Lollobrigida i Vittorio De Sica en una escena d'Altri tempi.

Altri tempi (1952), una pel·lícula antològica d'Alessandro Blasetti, va ser la producció que va convertir-la en un símbol sexual; en ella Vittorio De Sica és l'advocat que la defèn de les acusacions de ser massa sexi. Aquell mateix any va treballar a la cinta francesa de capa i espasa Fanfan la Tulipa, que va premiada als festivals de cinema de Canes i de Berlín i que va significar un dels seus primers èxits internacionals.
El 1953 va signar un contracte per treballar amb Errol Flynn a Il maestro di Don Giovanni i a Beat the Devil, amb Humphrey Bogart i Jennifer Jones, una pel·lícula d'aventures i traïcions a l'Àfrica que esdevindria una pel·lícula de culte i que va ser la seva primera pel·lícula en anglès.
Al llarg de la dècada del 1950 va actuar en produccions estatunidenques al costat d'actors com Burt Lancaster (Trapezi, 1956), Anthony Quinn (Nostra Senyora de París, 1956), Frank Sinatra (Quan bull la sang, 1959) i Yul Brynner (Salomó i la reina de Saba, 1959), i amb directors cèlebres com King Vidor.
Malgrat els èxits obtinguts a ultramar, va continuar treballant en pel·lícules europees, com ara la comèdia romàntica Pane, amore e fantasia (1953), novament al costat de Vittorio De Sica i aquest cop sota les ordres de Luigi Comencini. La seva tercera i darrera col·laboració amb Luigi Zampa va ser La romana (1954), una adaptació de la novel·la homònima d'Alberto Moravia que la va fer guanyar la Grolla d'oro per la seva actuació. En el biopic de la soprano italiana Lina Cavalieri La dona més bonica del món (1955) no només hi va actuar sinó que fins i tot va gravar-ne les cançons per a la banda sonora original; la seva interpretació de la cantant va fer-li guanyar el seu primer David di Donatello. Després de l'enorme èxit de Pane, amore e fantasia i de la seva seqüela Pa, amor i gelosia l'any següent, i ja al cim de la seva carrera, va rebutjar protagonitzar la tercera entrega de la sèrie, Pane, amore e... (1955), de Dino Risi, i va ser substituïda per Sophia Loren.

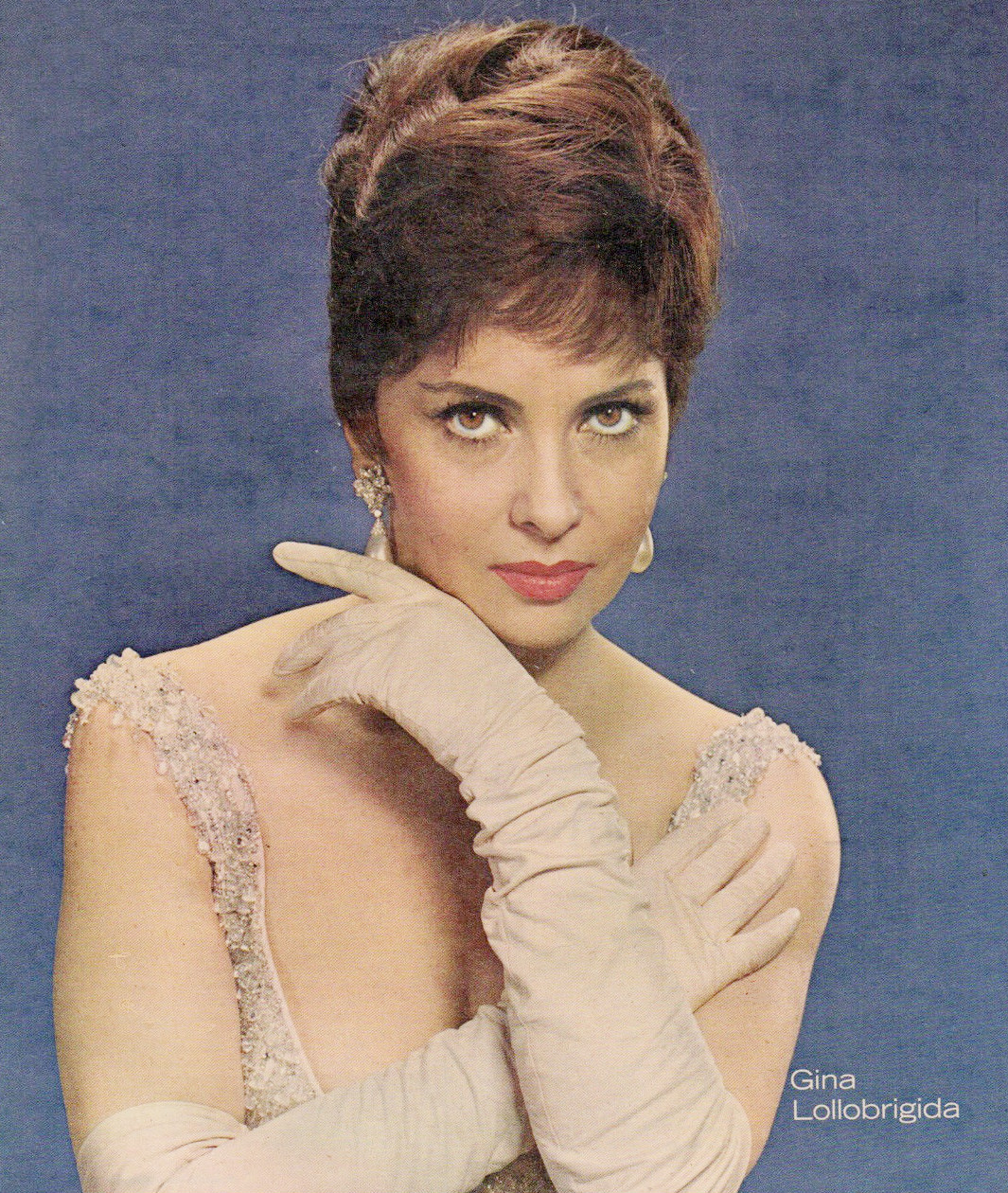
Gina Lollobrigida en una fotografia promocional de 1963 apareguda a la portada de la revista New York Sunday News.

Durant la dècada següent va continuar actuant tant en films europeus com en estatunidencs. Venus imperial (1963), un film èpic històric en què interpretava Paulina Bonaparte, la germana de Napoleó, va dur-li el seu segon David di Donatello, aquest cop ex æquo amb Silvana Mangano per Il processo di Verona.
Va treballar amb Rock Hudson a la pel·lícula Quan arriba setembre (1961), una comèdia romàntica d'embolics amb la que va guanyar un Globus d'Or Henrietta World Film Favorite – Female, i més endavant a Strange Bedfellows (1965), de Melvin Frank. També va actuar amb Alec Guinness a Hotel Paradiso (1966), dirigida per Peter Glenville. Sota la direcció de Basil Dearden va compartir el protagonisme del thriller Woman of Straw (1964) amb Sean Connery, amb qui es rumorejava que no hi tenia bona relació i van xocar durant el rodatge.
Durant aquells anys va actuar en cintes italianes com Io, io, io... e gli altri (1966), Le piacevoli notti (1966) o La morte ha fatto l'uovo (1967), i l'any següent el biopic Cervantes. El 1968 va protagonitzar Buona sera, Sra. Campbell (1968) amb Shelley Winters, Phil Silvers i Telly Savalas, que va suposar-li el seu tercer David di Donatello a la millor actriu protagonista i una candidatura al Globus d'Or.
El 1972 va fer una aparició a la televisió italiana amb Les aventures de Pinotxo, una adaptació del conte de Pinotxo dirigida per Luigi Comencini,i també va protagonitzar amb David Niven King, Queen, Knave, de Jerzy Skolimowski.
Com els seus papers començaven a minvar, cap al final de la dècada del 1970 va anar retirant-se del món interpretatiu per centrar-se en la seva empresa de cosmètics, la fotografia i l'escultura. Com a fotoreportera va retratar Paul Newman, Salvador Dalí, i els membres de la selecció nacional alemanya de futbol, entre d'altres, i també va escriure, dirigir i produir un documental sobre Fidel Castro el 1975. Les seves estàtues de marbre i de bronze van exhibir-se a París, Moscou i els Estats Units.
A la dècada del 1980 va ser Francesca Gioberti a la sèrie de televisió Falcon Crest, paper que originalment s'havia escrit per a Sophia Loren però que aquesta va rebutjar; aquesta interpretació va valer-li la seva tercera nominació al Globus d'Or. El 1985 va ser un dels personatges secundaris a la minisèrie Deceptions, on actuava amb Stefanie Powers, i l'any següent va aparèixer com a estrella invitada a la sèrie The Love Boat.
El 1986 va presidir el jurat del festival de cinema de Berlín que va donar l'Os d'Or a la pel·lícula de Reinhard Hauff Stammheim, però ella es va distanciar de la decisió dient que el premi estava motivat per raons polítiques.

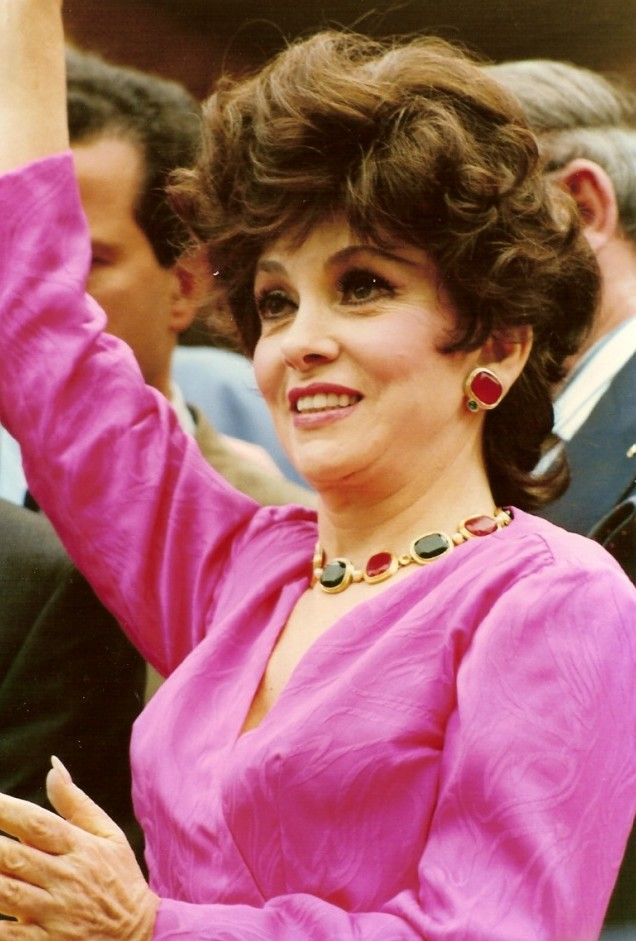
Gina Lollobrigida al Festival de Canes de 1991.

Va posar-se a les ordres d'Agnès Varda a la pel·lícula Les cent i una nits (1995) i de Roberto Rocco a Una donna in fuga (1996), i el 1997 va aparèixer a XXL, una comèdia francesa dirigida per Ariel Zeitoun. El 2011 va participar en el documental d'Antonello Sarno Schuberth - L'atelier della dolce vita, juntament amb altres famosos com Sofia Loren (en la seva única pel·lícula juntes), Pierre Cardin o Christian De Sica, fill de Vittorio De Sica. Aquell any també va ser una de les artistes convidades a Box Office 3D: Il film dei film, una pel·lícula d'Ezio Greggio sobre els excessos del cinema estatunidenc.

### Política
El 1999, Lollobrigida es va presentar sense èxit a les eleccions al Parlament Europeu com a candidata per I Democratici, un partit liderat per Romano Prodi. El 2020, va aprovar públicament la visió del papa Francesc sobre els drets LGBTQ. A les eleccions generals italianes de 2022, Lollobrigida, als 95 anys, va intentar guanyar un escó al Senat de la República, presentant-se a les eleccions com a candidata per Italia Sovrana e Popolare (ISP), una aliança euroescèptica de nova fundació oposada a Mario Draghi, a Latina (Laci). Com que el partit no va arribar a la barrera electoral del 3%, no va tenir èxit, ja que va obtenir només l'1% dels vots de la circumscripció. En una entrevista al Corriere della Sera previ a les eleccions, Lollobrigida va dir que s'havia inspirat en la "manera de fer les coses" de Mohandas Gandhi. També va afirmar haver estat propera a Indira Gandhi.

### Vida personal

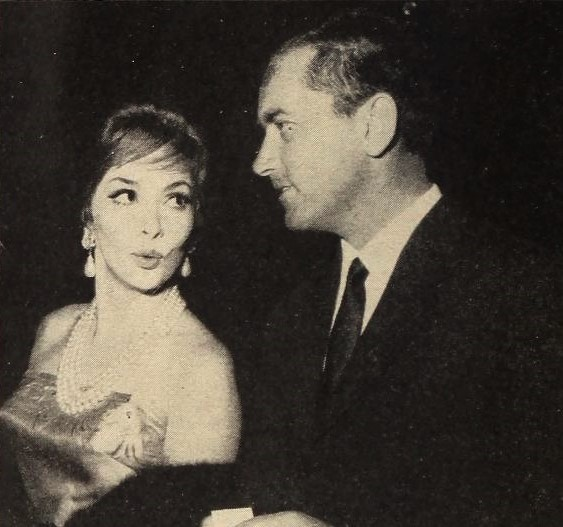
Gina Lollobrigida amb el seu marit Milko Skofić el 1960.

Gina Lollobrigida tenia el costum de referir-se a ella mateixa en tercera persona.
L'any 1949 va casar-se amb Milko Skofić, un estudiant de medicina iugoslau que posteriorment va esdevenir metge i el seu mànager, i amb qui va tenir un fill, Andrea Milko. Després del divorci de Skofić el 1971, l'actriu va dir que no tenia intenció de tornar-se a casar, i va declarar: «Els matrimonis són avorrits i gairebé sempre com els funerals, i les parelles sovint es restringeixen massa mútuament». Skofić va ser també l'autor de les fotografies que van fascinar Howard Huges.
Durant la dècada del 1960 va tenir una relació amb l'hereu immobiliari estatunidenc George S. Kaufman i una aventura tòrrida amb el cirurgià sud-africà Christiaan Barnard. Lollobrigida va dir que en una ocasió va intentar seduir l'actor Rock Hudson, que era gai, i que aquest «es va adormir» al llit. Arran del documental sobre Fidel Castro el 1975, durant anys van circular rumors sobre una suposada relació amorosa amb ell.
També va tenir una relació amb l'home de negocis català Javier Rigau i Ràfols, molt més jove que ella, a qui va conèixer a Montecarlo el 1984. L'octubre de 2006, a l'edat de 79 anys, la revista ¡Hola! va anunciar el seu nuviatge amb Rigau i la intenció de casar-se per l'Església, però mesos després ell va cancel·lar el compromís. Lollobrigida en va culpar els mitjans de comunicació espanyols per haver-lo acusat d'opurtunista, i va dir que li havien arruïnat la vida amb «atacs interminables, calúmnies i violència», i va demanar al Congrés dels Estats Units lleis més estrictes que protegíssin la privacitat de les persones d'intrusions d'aquest tipus: «La llei ha d'impedir que els mitjans continuïn amb aquest comportament absurd».

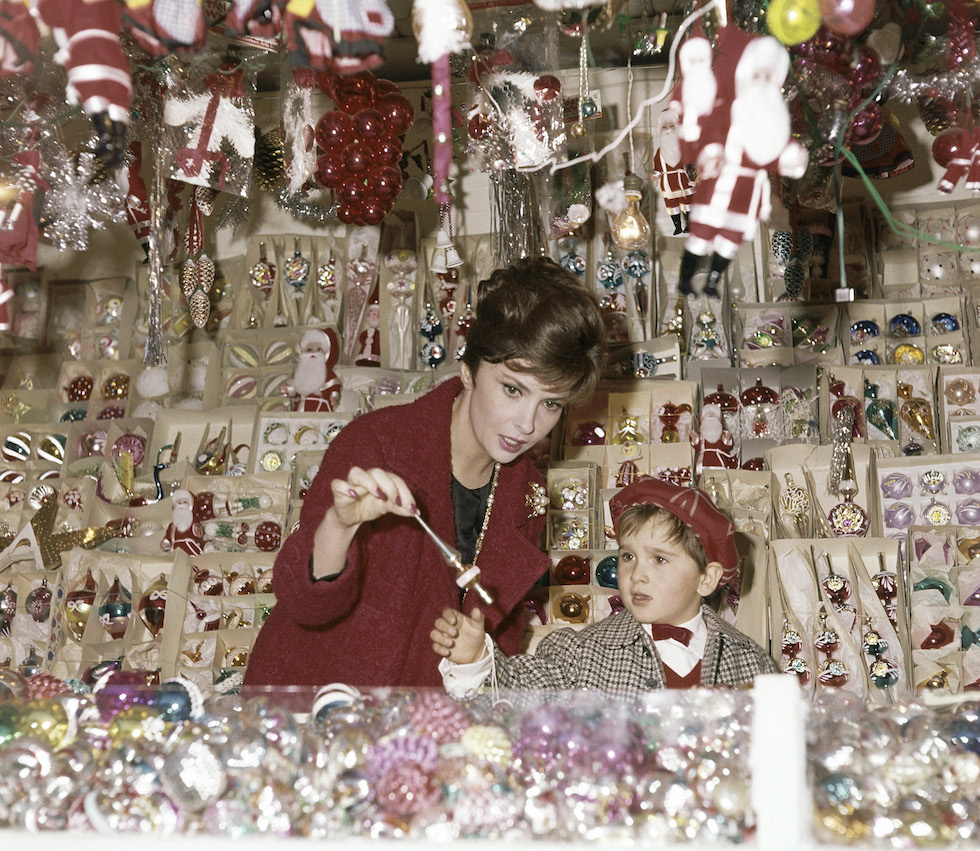
Gina Lollobrigida i el seu fill Andrea Milko a Roma el 1962 al mercat de Nadal de la Piazza Navona.

Més tard, la parella va casar-se el 2010 a través d'un matrimoni per poders celebrat a Barcelona, pel qual el 2013 l'actriu va denunciar Rigau i el va acusar d'estafa. Lollobrigida va comunicar a la premsa el seu temor d'estar-hi casada sense tenir-ne coneixement i va dur el cas davant la justícia italiana, la qual anys més tard va absoldre Rigau dels delictes de falsetat documental i estafa. Segons va afirmar l'actriu el 2019 en unes declaracions al Corriere della Sera, finalment es va aconseguir la nul·litat matrimonial.
Quan tenia 80 anys va declarar en una entrevista: «Tota la meva vida he volgut un amor de veritat, un amor autèntic, però mai no n'he tingut. Ningú m'ha estimat mai de veritat. Sóc una dona incòmoda.»
A partir d'aleshores va intentar mantenir la privacitat a la seva vida i es va retirar dels focus mediàtics per viure en una casa aïllada, la qual va decorar amb peces d'art que havia col·leccionat durant anys en els seus viatges pel món i amb les seves pròpies pintures i escultures. Es tractava d'una gran vil·la situada a la Via Àpia a Roma a la qual s'havia traslladat a partir de la dècada del 1950, tot i que durant alguns anys la seva residència oficial va ser a Mònaco.
El 2013 Sotheby's va subhastar algunes de les seves peces de joieria, que van vendre's per un total de 4.9 milions de dòlars, i en va entregar els beneficis a la investigació amb cèl·lules mare. L'actriu va declarar: «Vendre les meves joies per ajudar a conscienciar sobre la teràpia amb cèl·lules mare, que pot curar tantes malalties, em sembla donar-los un ús meravellós.»
El maig de 2018, amb gairebé noranta-un anys, l'artista va revelar al diari Libero que va ser víctima d'estupre tenia divuit anys i era verge, el 1945. El culpable del crim era un conegut futbolista de la Società Sportiva Lazio, a qui l'actriu no va voler denunciar ni tan sols va voler revelar-ne la identitat, però aquest tràgic esdeveniment va marcar inexorablement la seva vida, ja que la decisió de casar-se amb Skofić quatre anys més tard va ser presa per la violència patida i no per sentiment d'amor.

## Filmografia principal

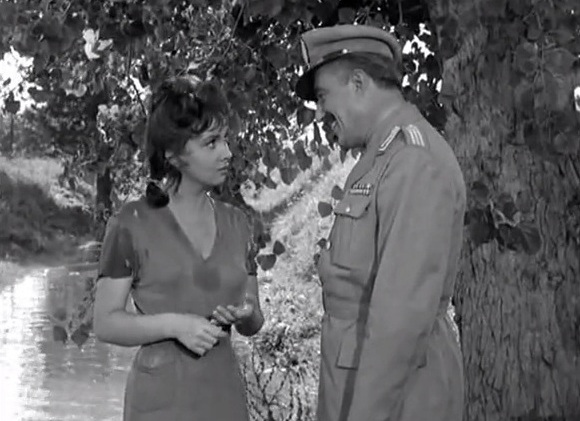
Vittorio De Sica i Gina Lollobrigida a Pane, amore e fantasia l'any 1953.

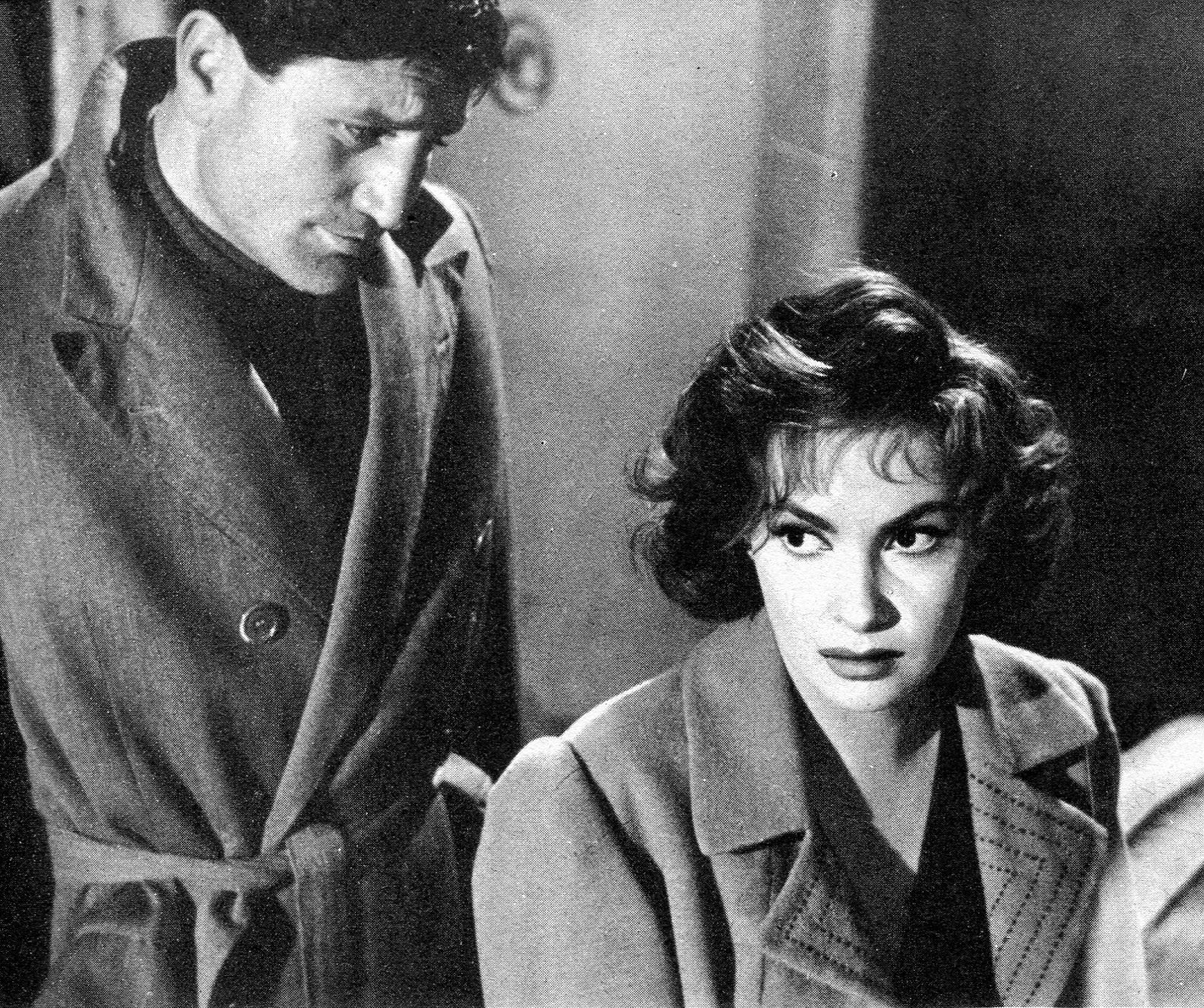
Renato Tontini i Gina Lollobrigida a La dona més bonica del món l'any 1954.

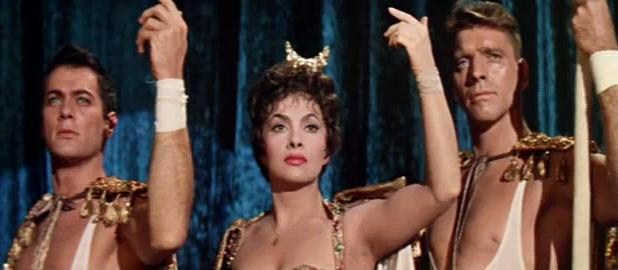
Tony Curtis, Gina Lollobrigida i Burt Lancaster a Trapezi l'any 1956.

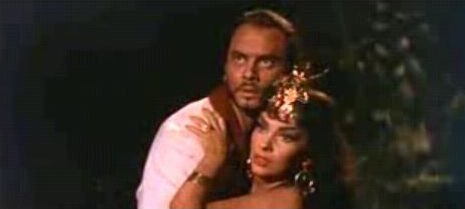
Gina Lollobrigida el 1959, amb Yul Brynner a Salomó i la reina de Saba.

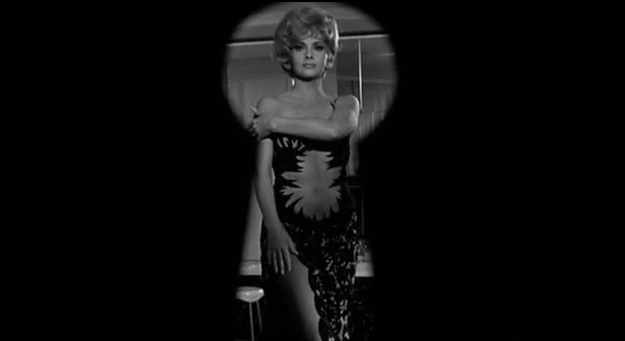
Fotograma de la comèdia d'esquetxos Les quatre nines, de 1964.

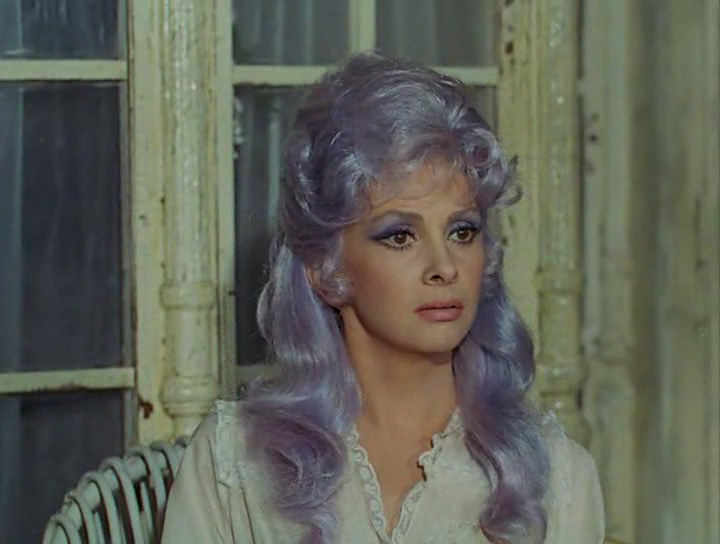
El 1972 en el paper de Fada de cabells turqueses a Les aventures de Pinotxo.

| Any  | Títol                                                       | Rol                               | Direcció                                                   | Notes                           |
| ---- | ----------------------------------------------------------- | --------------------------------- | ---------------------------------------------------------- | ------------------------------- |
| 1946 | Aquila nera                                                 | noia en una festa                 | Riccardo Freda                                             |                                 |
| 1950 | Vita da cani                                                | Margherita 'Rita Buton'           | Mario Monicelli i Steno                                    |                                 |
| 1951 | Atenció! Bandits! (Achtung! Banditi!)                       | Anna                              | Carlo Lizzani                                              |                                 |
| 1951 | Enrico Caruso, leggenda di una voce                         | Stella                            | Giacomo Gentilomo                                          |                                 |
| 1951 | La città si difende                                         | Daniela                           | Pietro Germi                                               |                                 |
| 1952 | Altri tempi                                                 | Mariantonia Desiderio             | Alessandro Blasetti                                        |                                 |
| 1952 | Moglie per una notte                                        | Ottavia                           | Mario Camerini                                             |                                 |
| 1952 | Fanfan la Tulipa (Fanfan la Tulipe)                         | Adeline La Franchise              | Christian-Jarque                                           |                                 |
| 1952 | Les Belles de nuit                                          | Leila, caixera                    | René Clair                                                 |                                 |
| 1953 | La provinciana (La provinciale)                             | Gemma Vagnuzzi                    | Mario Soldati                                              |                                 |
| 1953 | Le infedeli                                                 | Lulla Possenti                    | Steno                                                      |                                 |
| 1953 | Il maestro di Don Giovanni                                  | Francesca                         | Milton Krim                                                |                                 |
| 1953 | Pane, amore e fantasia                                      | Maria De Ritis                    | Luigi Comencini                                            |                                 |
| 1954 | La romana                                                   | Adriana                           | Luigi Zampa                                                |                                 |
| 1954 | Beat the Devil                                              | Maria Dannreuther                 | John Huston                                                |                                 |
| 1954 | Le Grand Jeu                                                | Sylvia Sorrego/Hélèna Ricci       | Robert Siodmak                                             |                                 |
| 1954 | Pa, amor i gelosia (Pane, amor e gelosia)                   | Maria De Ritis                    | Luigi Comencini                                            |                                 |
| 1955 | La dona més bonica del món (La donna più bella del mondo)   | Lina Cavalieri                    | Robert Z. Leonard                                          |                                 |
| 1956 | Nostra Senyora de París (Notre-Dame de Paris)               | Esmeralda                         | Jean Delannoy                                              |                                 |
| 1956 | Trapezi (Trapeze)                                           | Lola                              | Carol Reed                                                 |                                 |
| 1958 | La legge                                                    | Marietta                          | Jules Dassin                                               |                                 |
| 1958 | Anna di Brooklyn                                            | Anna                              | Vittorio De Sica i Carlo Lastricati                        |                                 |
| 1959 | Salomó i la reina de Saba (Solomon and Sheba)               | reina de Sabà                     | King Vidor                                                 |                                 |
| 1960 | Quan bull la sang (Never So Few)                            | Carla Vesari                      | John Sturges                                               |                                 |
| 1961 | Quan arriba setembre (Come September)                       | Lisa Helena Fellini               | Robert Mulligan                                            |                                 |
| 1961 | Go Naked in the World                                       | Giulietta Cameron                 | Ranald MacDougall i Charles Walters                        |                                 |
| 1963 | Venus imperial (Venere imperiale)                           | Paulina Bonaparte                 | Jean Delannoy                                              |                                 |
| 1963 | Mare matto                                                  | Margherita                        | Renato Castellani                                          |                                 |
| 1964 | Les quatre nines (Le bambole)                               | Beatrice                          | Mauro Bolognini, Luigi Comencini, Dino Risi i Franco Rossi |                                 |
| 1964 | Woman of Straw                                              | Maria Marcello                    | Basil Dearden                                              |                                 |
| 1965 | Strange Bedfellows                                          | Toni Vincente                     | Melvin Frank                                               |                                 |
| 1966 | Hotel Paradiso                                              | Marcelle Cotte                    | Peter Glenville                                            |                                 |
| 1966 | Jo, jo, jo... i els altres (Io, io, io... e gli altri)      | Titta                             | Alessandro Blasetti                                        |                                 |
| 1966 | Les Sultans                                                 | Lisa Bortoli                      | Jean Delannoy                                              |                                 |
| 1966 | Le piacevoli notti                                          | Domicilla                         | Armando Crispino i Luciano Lucignani                       |                                 |
| 1967 | Cervantes                                                   | prostituta                        | Vincent Sherman                                            |                                 |
| 1968 | Buona sera, Sra. Campbell (Buona Sera, Mrs. Campbell)       | Carla Campbell                    | Melvin Frank                                               |                                 |
| 1968 | Un novembre preciós (Un bellissimo novembre)                | Cettina                           | Mauro Bolognini                                            |                                 |
| 1968 | Stuntman                                                    | Evelyn Lake                       | Marcello Baldi                                             |                                 |
| 1968 | La morte ha fatto l'uovo                                    | Anna                              | Giulio Questi                                              |                                 |
| 1968 | Cervesa per a tots (The Private Navy of Sgt. O'Farrell)     | Maria                             | Frank Tashlin                                              |                                 |
| 1969 | Un novembre preciós (Un bellissimo novembre)                | Cettina                           | Mauro Bolognini                                            |                                 |
| 1971 | El hombre de Río Malo                                       | Alicia                            | Eugenio Martín Márquez                                     |                                 |
| 1972 | King, Queen, Knave                                          | Martha Dreyer                     | Jerzy Skolimowski                                          |                                 |
| 1972 | Les aventures de Pinotxo (Le avventure di Pinocchio)        | Fada de cabells turqueses         | Luigi Comencini                                            | minisèrie de televisió          |
| 1973 | No encontré rosas para mi madre                             | Netty, àlies Tani, la fotògrafa   | Francesc Rovira-Beleta                                     |                                 |
| 1984 | Falcon Crest                                                | Francesca Gioberti                |                                                            | sèrie de televisió (5 episodis) |
| 1985 | Deceptions                                                  | princesa Alessandra               |                                                            | minisèrie de televisió          |
| 1986 | The Love Boat                                               | Carla Lucci                       |                                                            | sèrie de televisió (2 episodis) |
| 1995 | Les cent i una nits (Les Cent et Une Nuits de Simon Cinéma) | esposa médium del professor Bébel | Agnès Varda                                                |                                 |
| 1996 | Una donna in fuga                                           | Eleonora Riboldi                  | Roberto Rocco                                              | telefilm                        |
| 1997 | XXL                                                         | Gaby Berrebi                      | Ariel Zeitoun                                              |                                 |
| 2011 | Box Office 3D: Il film dei film                             | ella mateixa                      | Ezio Greggio                                               |                                 |

## Discografia
Senzills i EPs

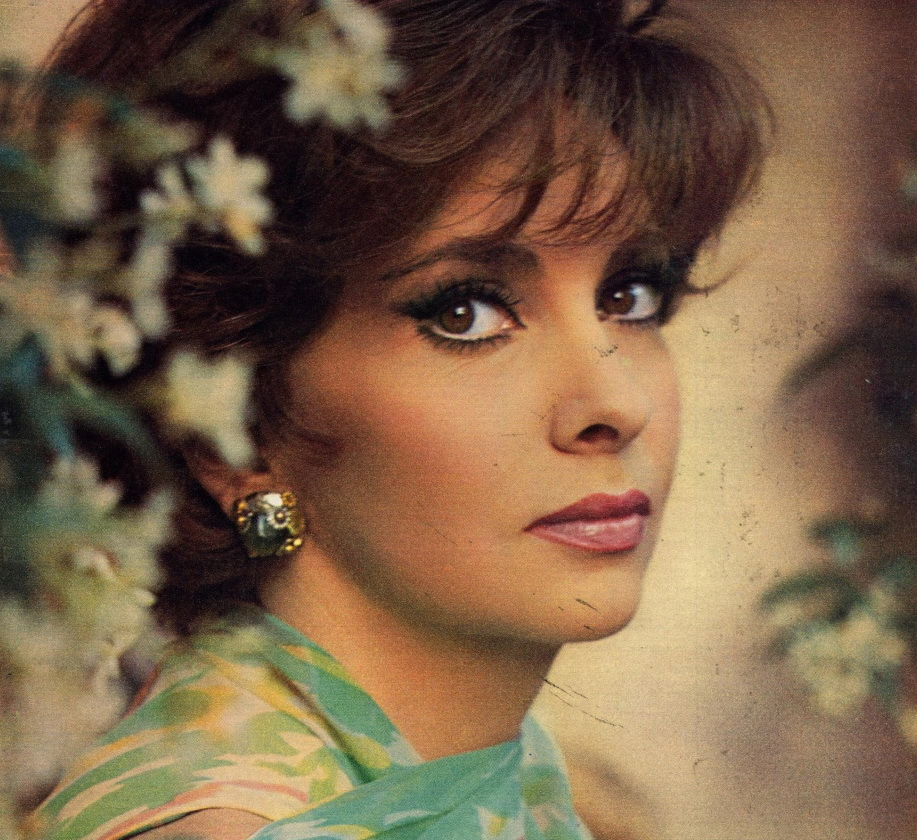
Gina Lollobrigida el 1965.

- 1955: La donna più bella del mondo, banda sonora original de la pel·lícula homònima. Fono Film Ricordi
- 1956: D'art et d'Amour / L'Espagnole. Vogue Productions (7", senzill, promo).
- 1958: La Loi, amb Joe Dassin, banda sonora original de la pel·lícula La legge. Versailles (7", EP).
- 1969: Roma, Roma, Roma. Belter.
- 1971: Nel mio orto / Prendimi tu. RCA Italiana (7").
- ?: La Belle des belles. Vogue Productions (7", senzill).
- ?: Italia mia. Selezione dal Reader's Digest (7").

## Llibres
Va publicar un total de sis llibres amb la seva obra fotogràfica entre els anys 1972 i 1994, i un sobre les seves escultures el 2003.
- 1972: Italia mia, una col·lecció de fotografies fetes per tota Itàlia[37]
- 1976: The Philippines, una col·lecció de fotografies fetes a les Filipines[38]
- 1984: Il segreto delle rose[39]
- 1993: Magica innocenza, un llibre de fotografies de i per a infants[1]
- 2003: Il mio mondo[40]

## Guardons

### Premis cinematogràfics

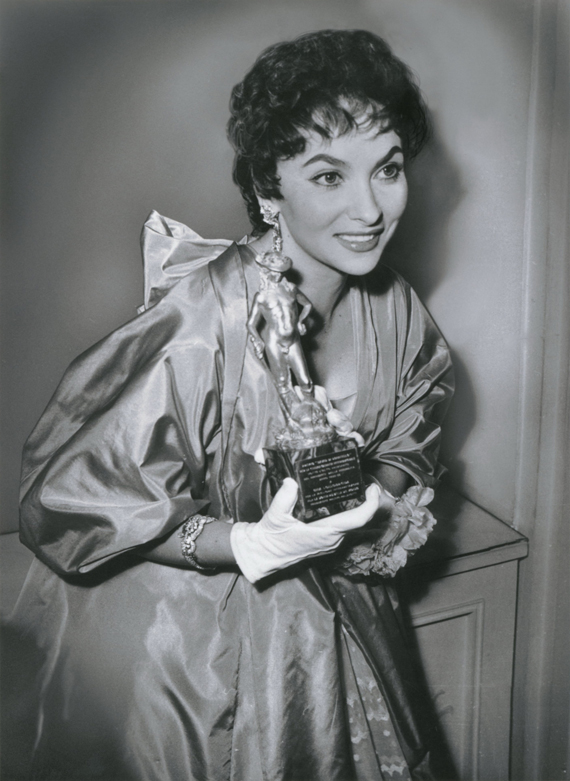
Gina Lollobrigida amb el premi David di Donatello a la millor actriu protagonista el 1956 per La dona més bonica del món.

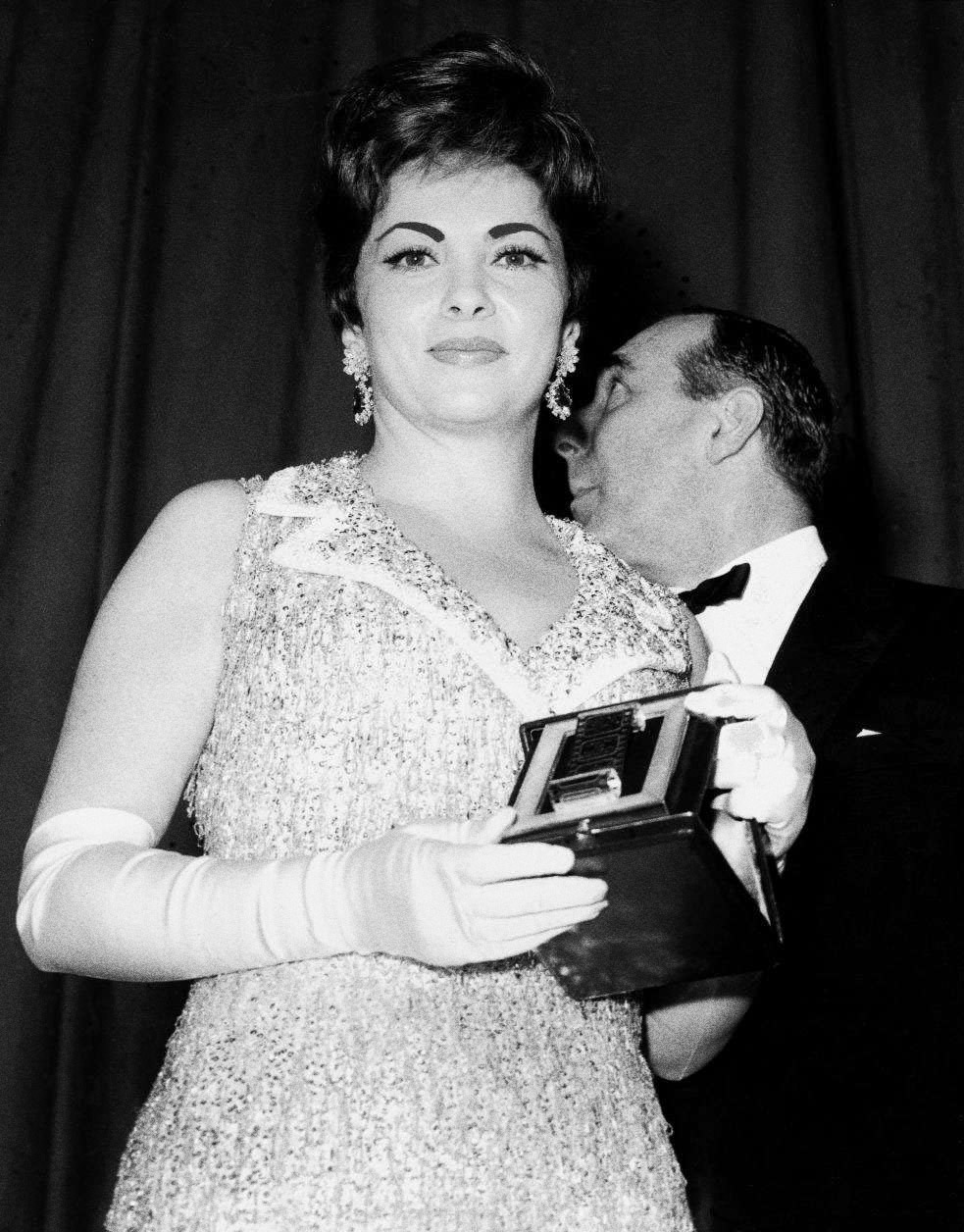
Gina Lollobrigida premiada com a millor actriu al Nastro d'Argento de 1963 per Venus imperial.

| Any  | Premi/Festival                                   | Categoria                                                   | Pel·lícula                 | Resultat   |
| ---- | ------------------------------------------------ | ----------------------------------------------------------- | -------------------------- | ---------- |
| 1954 | Nastro d'Argento                                 | Millor actriu protagonista                                  | Pane, amore e fantasia     | guanyadora |
| 1954 | Premi BAFTA                                      | Millor actriu estrangera                                    | Pane, amore e fantasia     | nominada   |
| 1954 | Grolla d'oro                                     | Millor actriu                                               | La romana                  | guanyadora |
| 1956 | David di Donatello                               | Millor actriu protagonista                                  | La dona més bonica del món | guanyadora |
| 1956 | Premi Bambi                                      | Millor actriu internacional                                 | La dona més bonica del món | guanyadora |
| 1957 | Premi Bambi                                      | Millor actriu internacional                                 | Nostra Senyora de París    | guanyadora |
| 1958 | Premi Bambi                                      | Millor actriu internacional                                 | Trapezi                    | guanyadora |
| 1959 | Premi Bambi                                      | Millor actriu internacional                                 | La legge                   | guanyadora |
| 1960 | Premi Bambi                                      | Millor actriu internacional                                 | Salomó i la reina de Saba  | guanyadora |
| 1961 | Premi Bambi                                      | Millor actriu internacional                                 | Quan arriba setembre       | nominada   |
| 1961 | Globus d'Or                                      | World Film Favorite – Female                                |                            | guanyadora |
| 1963 | David di Donatello                               | Millor actriu protagonista                                  | Venus imperial             | guanyadora |
| 1963 | Nastro d'Argento                                 | Millor actriu protagonista                                  | Venus imperial             | guanyadora |
| 1969 | David di Donatello                               | Millor actriu protagonista                                  | Buona sera, Sra. Campbell  | guanyadora |
| 1969 | Globus d'Or                                      | Millor actriu musical o còmica                              | Buona sera, Sra. Campbell  | nominada   |
| 1985 | Globus d'Or                                      | Millor actriu secundària en sèrie, minisèrie o telefilm     | Falcon Crest               | nominada   |
| 1986 | David di Donatello                               | Medalla d'or del comú de Roma                               |                            | guanyadora |
| 1986 | Festival Internacional de Cinema de Berlín       | Càmera Berlinale                                            |                            | guanyadora |
| 1987 | Premi Bambi                                      | Jubileu. Representant la dècada del 1960.                   |                            | guanyadora |
| 1990 | Premi Bambi                                      | Estrelles imbatibles                                        |                            | guanyadora |
| 1995 | Festival Internacional de Cinema de Karlovy Vary | Premi especial a la contribució destacada al cinema mundial |                            | guanyadora |
| 1996 | David di Donatello                               | Premi a la carrera                                          |                            | guanyadora |
| 2006 | David di Donatello                               | David del cinquantenari                                     |                            | guanyadora |
| 2016 | David di Donatello                               | Premi especial                                              |                            | guanyadora |

### Honors
El 1985 va ser nomenada oficial de França de l'Orde de les Arts i les Lletres per Jack Lang pels seu assoliments en els camps de la fotografia i l'escultura. El 1997 va ser condecorada Gran Oficial de l'Orde al Mèrit de la República Italiana «per iniciativa del President de la República». Posteriorment François Mitterrand va concedir-li la Legió d'Honor el 1993, i el 2004 Jean-Jacques Aillagon, Ministre de Cultura francès, va nomenar-la Comanador de les Arts i de les Lletres; Aillagon va dir de l'actriu que era «una gran artista i una dona generosa, entre les actrius més populars del cinema francès» i que encarnava «un ideal de bellesa, gràcia i sinceritat».
També va ser nomenada Acadèmic d'honor per l'Accademia delle arti del disegno de Florència.
El 16 d'octubre de 1999 va ser nomenada Ambaixadora de bona voluntat de l'Organització de les Nacions Unides per a l'Agricultura i l'Alimentació, i l'1 de febrer de 2018 va rebre una estrella al Passeig de la Fama de Hollywood.